# Spiranthes sunii
Spiranthes sunii är en orkidéart som beskrevs av David Edward Boufford och Wen H.Zhang. Spiranthes sunii ingår i släktet skruvaxsläktet, och familjen orkidéer. Inga underarter finns listade i Catalogue of Life.